# Madhuranaikanahalli, Channagiri
Madhuranaikanahalli là một làng thuộc tehsil Channagiri, huyện Davanagere, bang Karnataka, Ấn Độ.